# 卡爾利夫卡區

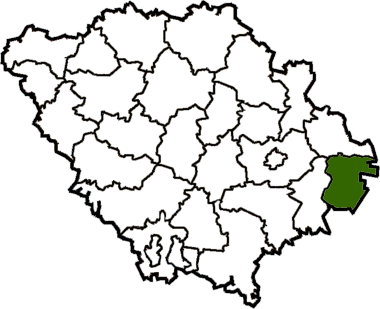

卡爾利夫卡區（烏克蘭語：Карлівський район）是位於烏克蘭中部波爾塔瓦州的舊區，首府設於卡爾利夫卡，並於2020年被撤銷。該區面積854平方公里，2015年人口34,185，人口密度每平方公里40.0人。